# Ramon Berenguer IV av Barcelona
Ramon Berenguer IV av Barcelona, död 1162, var regerande greve av Barcelona mellan 1131 och 1162.
Han förenade Barcelona och Aragonien genom sitt giftermål med drottning Petronella av Aragonien.